# Esercito dell'imperatore (Sacro Romano Impero)
L'Esercito dell'imperatore (in latino: Exercitus Imperatoris, in tedesco: Kaiserliche Armee, Kaiserliche Truppen o Kaiserliche) fu l'esercito personale dell'imperatore del Sacro Romano Impero. Creato nel XV secolo, venne destituito nel 1806 col crollo dell'Impero a seguito delle Guerre napoleoniche.
L'esercito dell'imperatore erano gli uomini in armi assoldati personalmente a spese dell'imperatore,  e pertanto esso non deve essere confuso con l'esercito del Sacro Romano Impero.
Impropriamente, in particolare nel corso del XVIII secolo, venne definito anche come "esercito austriaco" dal momento che la sede imperiale era a Vienna e che la maggior parte delle reclute provenivano dall'Austria e dagli altri territori della corona asburgica, ma tale definizione è stata ritenuta non adeguata dagli storici per non indurre in confusione con l'esercito imperiale austriaco che invece si svilupperà nel XIX secolo.

## Storia

### L'impero e la monarchia asburgica
Gli Asburgo furono legati al titolo imperiale dal Quattrocento.
Secondo i regolamenti, l'esercito dell'imperatore era una forza speciale al servizio esclusivo dell'imperatore che godeva di particolari privilegi in tutto il Sacro Romano Impero, ma all'imperatore non era permesso di raccogliere truppe negli stati elettorali, mentre gli era concesso farlo nei territori ad esso esterni, nelle libere città imperiali e nei villaggi imperiali. Ne consegue che la maggior parte delle reclute provenissero dai territori della monarchia asburgica, esterni al Sacro Romano Impero e sui quali gli imperatori della dinastia degli Asburgo avevano un dominio personale, quindi indipendente dalla carica di imperatore detenuta dal singolo.
L'esercito dell'imperatore non era da confondere con l'esercito imperiale del Sacro Romano Impero, il quale dipendeva non dalla figura dell'imperatore ma dalla dieta e le cui truppe erano per l'appunto "dell'impero" e non "dell'imperatore".

### Il periodo bavarese e l'"austrianizzazione"

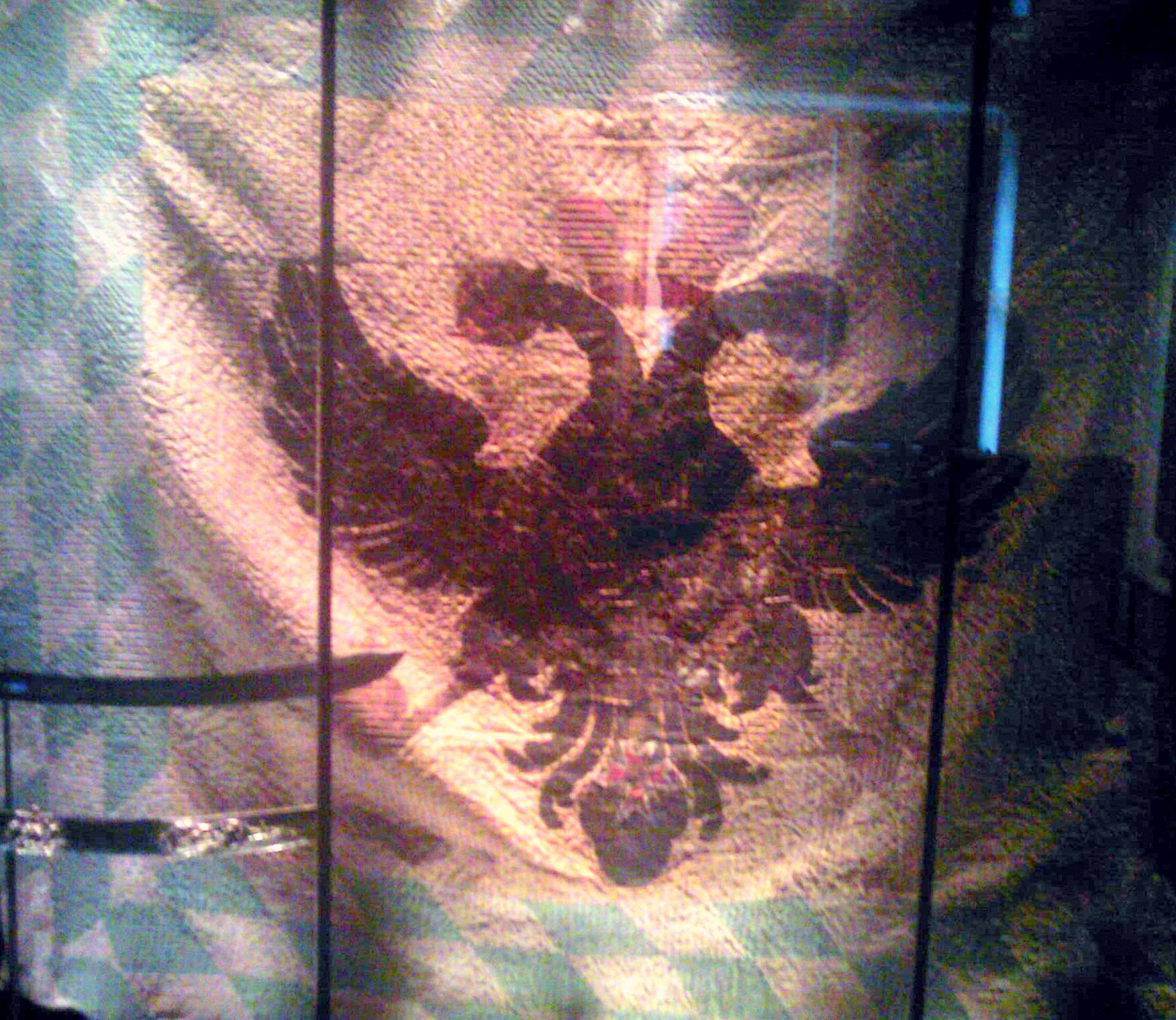
Una bandiera imperiale bavarese nel 1745. L'aquila imperiale su campo d'oro è stata sovrapposta alla bandiera elettorale della Baviera. Musée de l'Armée, Parigi.

Durante l'interregno imperiale del 1740-1742, le truppe asburgiche non costituirono più l'esercito dell'imperatore, ma quelle dell'esercito della regina d'Ungheria, Maria Teresa. Durante la guerra di successione austriaca, l'allora regina Maria Teresa e la casata austriaca degli Asburgo, combatterono le truppe imperiali di Carlo VII, zio di Maria Teresa, appartenente alla casata bavarese dei Wittelsbach ed eletto imperatore dal 1742 al 1745. Un anno dopo la perdita della corona imperiale, l'arciduchessa d'Austria e regina d'Ungheria decise di dirigere le sue truppe personali contro quelle personali dell'imperatore in carica, causa per la quale per l'appunto non intervenne l'esercito del Sacro Romano Impero in quanto tale conflitto non metteva in contrasto i confini dell'impero, bensì due rivali per la medesima carica.
Quando il marito di Maria Teresa, Francesco Stefano di Lorena, venne eletto imperatore, le truppe asburgiche tornarono ad acquisire il loro status di truppe dell'imperatore. Durante la Guerra dei Sette anni (1756-1763) e nei successivi conflitti della guerra di successione bavarese (1778-1779), della guerra russo-turca (1787-1792) e nelle guerre napoleoniche, le truppe dell'imperatore divennero sempre più note con l'aggettivo di "truppe austriache" o "esercito austriaco" in quanto per l'appunto reclutate perlopiù nei territori austriaci, sottoposti al controllo diretto degli imperatori della casata degli Asburgo. Questo processo, noto come "austrianizzazione" dell'esercito dell'imperatore, avvenne gradualmente a partire dal Settecento e fu portato a compimento proprio dal crollo del Sacro Romano Impero che portò alla nascita dell'esercito imperiale austriaco, ovvero riferito più propriamente all'Impero austriaco.

## Ordine di grandezza
La Guerra dei Trent'anni portò la figura dell'imperatore ad avere un esercito personale straordinariamente forte ed influente nei conflitti. Nel 1635 l'esercito dell'imperatore contava 65 reggimenti di fanteria, ciascuno composto da 3 000 uomini circa. Nel corso della guerra, vennero costituiti e sciolti in tutto 532 reggimenti sotto le insegne dell'imperatore. Nel 1648 rimasero 9 reggimenti di fanteria, 9 di cavalleria e un reggimento di dragoni. Nel 1625 la forza dell'esercito raggiunse i 61 900 uomini (di cui 16 600 cavalieri), portati a 111 100 nel 1626 (di cui 25 000 cavalieri), 112 700 nel 1627 (di cui 29 600 cavalieri), 130 200 nel 1628 (di cui 27 300 cavalieri), 128 900 nel 1629 (di cui 
17 900 cavalieri) e 150 900 nel 1630 (di cui 21 000 cavalieri). A queste truppe, che erano pagate a spese personali dell'imperatore, potevano unirsi truppe di altri principi del Sacro Romano Impero o di circoli imperiali che decidevano, in autonomia rispetto al Sacro Romano Impero, di supportare l'imperatore nel conflitto in corso per i motivi più disparati.
Gradualmente ma progressivamente nei secoli, l'esercito dell'imperatore divenne sempre più una forza stabile. Dei 49 reggimenti levati nel corso della seconda guerra del nord, nel 1660 ne vennero mantenuti 23, portati a 28 già un decennio dopo.
Tra XVII e XVIII secolo, queste furono le forze dell'esercito dell'imperatore (Kaiserliche Armee), comparate a quello imperiale (Reichsarmee):
- Guerra austro-turca, 1662-1664: 82 700 ( 51 000 Kaiserliche Armee, 31 700 Reichsarmee)
- Guerra franco-olandese, 1672-1679: 132 350 ( 65 840 Kaiserliche Armee, 66 510 Reichsarmee)
- Grande guerra turca, 1683-1689: 88 100 ( 70 000 Kaiserliche Armee, 18 100 Reichsarmee)
- Guerra dei nove anni, 1688-1697: 127 410 ( 70 000 Kaiserliche Armee, 57 410 Reichsarmee)
- Guerra di successione spagnola, 1701-1714: 260 090 ( 126 000 Kaiserliche Armee, 134 090 Reichsarmee)

Gli Asburgo non sempre riuscirono a coinvolgere il resto dell'impero ad entrare in guerra nei conflitti nei quali loro stessi erano coinvolti coi loro territori. Durante la guerra di successione spagnola, gli imperatori asburgici spesero un totale di 650 000 000 di fiorini tra il 1701 ed il 1714, inclusi i costi dei contingenti e degli ausiliari provvisti loro dagli stati imperiali, oltre alle spese per le truppe personali dell'imperatore. Circa 90 000 000 di fiorini (14% del totale) venne coperto da sussidi provenienti dagli alleati inglesi e olandesi. Il restante venne diviso approssimativamente  un terzo in capo agli Asburgo ( 187 000 000, 29% del totale) e due terzi tra gli stati imperiali ( 373 000 000 57% del totale).

## Guerre nelle quali venne coinvolto l'esercito imperiale austriaco
A partire dall'età moderna, l'esercito dell'imperatore combatté in tutte le guerre nelle quali venne coinvolto l'impero, spesso alleato con l'esercito del Sacro Romano Impero e con altre forze territoriali.
- Lunga Guerra (1593–1606)
- Guerra dei Trent'anni (1618–1648)
- Seconda guerra del nord (1655-1660)
- Guerra austro-turca (1663–1664)
- Guerra di Scania (1674–1679)
- Guerra della Grande Alleanza (1688–1697)
- Guerra austro-turca (1683–1699)
- Guerra di successione spagnola (1701–1714)
- Guerra austro-turca (1716-1718) (1714–1718)
- Guerra di successione polacca (1732–1738)
- Guerra russo-turca (1736–1739)